# یاچیو، ایباراکی
یاچیو، ایباراکی (به لاتین: Yachiyo, Ibaraki) یک منطقهٔ مسکونی در ژاپن است که در استان ایباراکی واقع شده‌است. یاچیو ۵۸٫۹۹ کیلومتر مربع مساحت و ۲۱٬۹۷۸ نفر جمعیت دارد.